# Larry (gato)
Larry é o atual gato da 10 Downing Street, popularmente chamado de Chief Mouser to the Cabinet Office.
Um gato malhado branco, acredita-se que Larry tenha entre três e cinco anos de idade. Foi retirado na  Battersea Dogs and Cats Home e  escolhido pelo staff do Primeiro Ministro Inglês na  Downing Street. A Mídia começou a especular a chegada de um novo gato na Downing Street quando ratos foram vistos em duas ocasiões por trás de repórteres transmitindo ao vivo na frente da casa do Primeiro Ministro britânico. Segundo consta, o gato também será um animal de estimação dos filhos de David e Samantha Cameron.
Larry foi descrito por fontes da Downing street como um "good ratter" (bom cançador de ratos) e possuidor de um "alto instinto de caça e perseguição". Logo após a chegada do gato à  Downing Street, uma história surgiu contando que Larry era um gato perdido e que seu dono iniciaria uma campanha para tê-lo novamente. Contudo, a história mostrou-se ser apenas uma brincadeira, não existindo tal dono reclamante.
No final de fevereiro de 2011, foi reportado que uma fonte anônima afirmou contra Larry que ele "possuia uma clara falta de instinto assassino." Entrementes, um porta-voz da Downing Street afirmou que ainda era muito cedo para fazer julgamentos sobre Larry, pois ele ainda não tinha visitado sua area de trabalho.Ele finalmente caçou sua primeira presa - um rato - na Good Friday 2011.
David Cameron afirmou que Larry fica "um pouco nervoso" perto de homens, especulando que, uma vez que Larry era um gato de canil, e anteriormente de rua, ele deve ter tido experiências ruins. Por outro lado, Cameron mencionou que o presidente dos EUA, Barack Obama foi uma aparente exceção, dizendo que Larry  "Engraçadamente gostou de Obama". Obama lhe fez um carinho e os dois tornaram-se amigos."
Em 10 de junho, o Primeiro-Ministro Cameron afirmou que Larry havia tido seu primeiro sucesso na caçada contra os ratos, sendo que alguns dias antes o gato apareceu atrás de Cameron quando este posava para fotos com jornalistas.Tiras de quadrinhos sobre Larry e e sua vida na Number 10 já se tornaram o assunto de uma charge semanal no Sunday Express desenhadas pelo cartunista Ted Harrison.